# Clayton County, Georgia
Clayton County är ett administrativt område i delstaten Georgia, USA, med 259 424 invånare. Den administrativa huvudorten (county seat) är Jonesboro.

## Geografi
Enligt United States Census Bureau har countyt en total area på 374 km². 370 km² av den arean är land och 4 km² är vatten.

### Angränsande countyn
- DeKalb County - nordost
- Henry County - öst
- Spalding County - syd
- Fayette County - sydväst
- Fulton County - nordväst

### Orter
- Forest Park
- Jonesboro (huvudort)
- Lovejoy
- Morrow
- Riverdale